# Marie Augusta z Thurn-Taxisu
Marie Augusta z Thurn-Taxisu (německy Maria Augusta von Thurn und Taxis, 11. srpna 1706, Frankfurt nad Mohanem – 1. února 1756, Göppingen) byla členka rodu Thurn-Taxisů a sňatkem také vévodkyně württemberská. Marie Augusta se také přes syna Bedřicha II. Evžena stala předkyní mnoha významných šlechticů; Alžběty Vilemíny Württemberské, carevny Marie Fjodorovny nebo rakouské arcivévodkyně Marie Doroty Württemberské. Taktéž byla babičkou prvního württemberského krále Fridricha I.

## Život

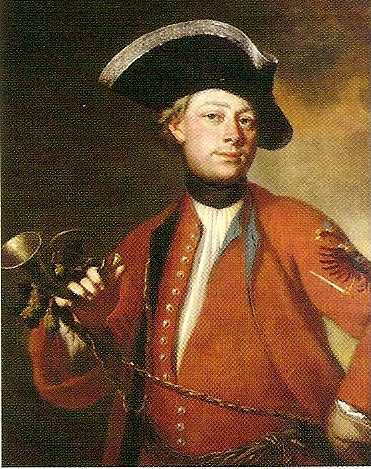
Mariin otec Anselm František

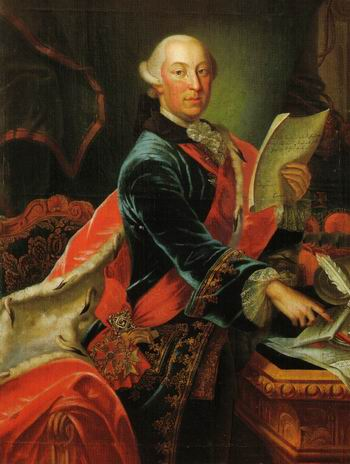
Mariin nejstarší syn Karel Evžen

Marie Augusta se narodila 11. srpna 1706 ve Frankfurtu nad Mohanem. Vyrůstala v Rakouském Nizozemí. Jejími rodiči byli Anselm František z Thurn-Taxisu a jeho manželka Marie Ludovika Anna z Lobkovic, dcery Ferdinanda Augusta z Lobkovic. Měla jediného sourozence; bratra Alexandra Ferdinanda, pozdějšího třetího prince z Thurn-Taxisu, jehož syn se nakonec oženil s Mariinou dcerou.

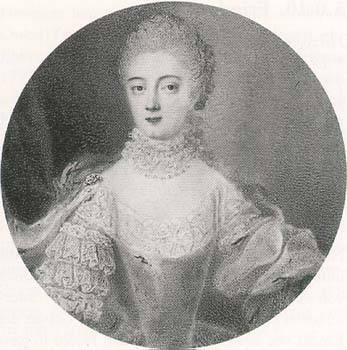
Mariina jediná dcera, Augusta Alžběta.

Marie Augusta byla vybrána jako nevěsta pro Karla Alexandra, vévodu z Württemberka-Winnentalu. Především se tak stalo díky jejímu římskokatolickému vyznání. Svatba proběhla 1. května 1727, kdy bylo Marii 21 let a Karlovi Alexandrovi 43 let. Z manželství vzešly čtyři přeživší dětí; tři synové, jedna dcera. Vztah manželů ale nebyl příliš dobrý. Manželství trvalo deset let, ale manželé se téměř bez ustání hádali. Karel Alexandr dokonce nechal Marii Augustu špehovat. Roku 1736 nechal Karel Alexandr Marii podepsat smlouvu, která jí zakazuje jakkoliv mu do vládnutí zasahovat.
Manžel Marie Augusty Karel Alexandr náhle zemřel 12. března 1737 v předvečer odchodu na vojenskou inspekci. V té době bylo jejich nejstaršímu synovi Karlovi Evženovi teprve devět let, takže nemohl po otci převzít vévodství. Regentkou se mu nakonec dne 5. listopadu 1737 stala matka Marie Augusta. Své děti vychovávala dobře a měla velké požadavky na jejich vzdělání, především co se týkalo nejstaršího syna a dědice.
Mezi lety 1739 až 1740 měla Marie poměr s armádním kapitánem. Zvěsti o jejím možném těhotenství se rozšířily tak, že rada musela zahájit vyšetřování. Kapitán byl z armády propuštěn a Marie Augusta musela zůstat po dobu pěti měsíců v Bruselu. To způsobilo, že se nemohla věnovat povinnostem vévodkyně. Například nemohla zabránit spojenectví Württemberska s Pruskem, což mělo katastrofální následky v podobě Války o rakouské dědictví.
Roku 1741 jí byl udělen Řád černé orlice. Následně, od roku 1744 měla Marie Augusta zpět své postavení a získala si značný vliv. Například zařídila vojenskou kariéru pro oba její nejstarší syny, což jim umožnilo přijímat provize v pruské armádě. V roce 1748 povzbudila svého nejstaršího syna Karla Evžena vstoupit do svazku s členkou rodu Hohenzollernů Alžbětou Bedřiškou Žofií Braniborsko-Bayreuthskou, neteří Fridricha Velikého.
Po tom, co její syn dosáhl dostatečného věku, stáhla se do ústraní. Zemřela 1. února 1756 v Göppingenu. Je pohřbena v Ludwigsburgu.

## Potomci
Z desetiletého manželství s Karlem Alexandrem vzešly čtyři přeživší děti; tři synové a dcera.
- Karel Evžen Württemberský (11. února 1728 – 14. října 1793), vévoda württemberský od roku 1737 až do své smrti,

⚭ 1748 Alžběta Bedřiška Žofie Braniborsko-Bayreuthská (30. srpna 1732 – 6. dubna 1780)
⚭ 1785 Františka z Hohenheimu (10. ledna 1748 – 1. ledna 1811), morganatické manželství
- Evžen Ludvík Württemberský (*/† 1729)
- Ludvík Evžen Württemberský (6. ledna 1731 – 20. května 1795), vévoda württemberský od roku 1793 až do své smrti, ⚭ 1762 Žofie Albertina z Beichlingenu (15. prosince 1728 – 10. května 1807), morganatické manželství
- Fridrich II. Evžen Württemberský (21. ledna 1732 – 23. prosince 1797), vévoda württemberský od roku 1795 až do své smrti, ⚭ 1753 Bedřiška Braniborsko-Schwedtská (18. prosince 1736 – 9. března 1798)
- Alexandr Evžen Württemberský (1. srpna 1733 – 21. února 1734)
- Augusta Alžběta Württemberská (30. října 1734 – 4. června 1787), ⚭ 1753 Karel Anselm, 4. kníže z Thurn-Taxisu (2. června 1733 – 13. listopadu 1805)